# Neuilly-sous-Clermont
Neuilly-sous-Clermont és un municipi francès, situat al departament de l'Oise i a la regió dels Alts de França. L'any 2007 tenia 1.667 habitants.

## Demografia

### Població
El 2007 la població de fet de Neuilly-sous-Clermont era de 1.667 persones. Hi havia 568 famílies de les quals 84 eren unipersonals (44 homes vivint sols i 40 dones vivint soles), 156 parelles sense fills, 284 parelles amb fills i 44 famílies monoparentals amb fills.
La població ha evolucionat segons el següent gràfic:

| 1793 | 1800 | 1806 | 1821 | 1831 | 1836 | 1841 | 1846 | 1851 | 1856 | 1861 | 1866 |
| ---- | ---- | ---- | ---- | ---- | ---- | ---- | ---- | ---- | ---- | ---- | ---- |
| 303  | 262  | 359  | 353  | 451  | 422  | 423  | 406  | 393  | 363  | 381  | 361  |
| 1872 | 1876 | 1881 | 1886 | 1891 | 1896 | 1901 | 1906 | 1911 | 1921 | 1926 | 1931 |
| 357  | 366  | 371  | 364  | 358  | 360  | 338  | 311  | 352  | 359  | 328  | 313  |
| 1936 | 1946 | 1954 | 1962 | 1968 | 1975 | 1982 | 1990 | 1999 | 2006 | 2012 |      |
| 307  | 375  | 392  | 507  | 510  | 1394 | 1419 | 1606 | 1685 | 1669 | 1686 |      |

## Economia
El 2007 la població en edat de treballar era de 1.179 persones, 887 eren actives i 292 eren inactives. De les 887 persones actives 822 estaven ocupades (440 homes i 382 dones) i 65 estaven aturades (34 homes i 31 dones). De les 292 persones inactives 109 estaven jubilades, 103 estaven estudiant i 80 estaven classificades com a «altres inactius».

### Ingressos
El 2009 a Neuilly-sous-Clermont hi havia 601 unitats fiscals que integraven 1.720,5 persones, la mediana anual d'ingressos fiscals per persona era de 19.777 €.

### Activitats econòmiques
Dels 44 establiments que hi havia el 2007, 1 era d'una empresa de fabricació d'elements pel transport, 3 d'empreses de fabricació d'altres productes industrials, 7 d'empreses de construcció, 13 d'empreses de comerç i reparació d'automòbils, 1 d'una empresa de transport, 1 d'una empresa d'hostatgeria i restauració, 2 d'empreses d'informació i comunicació, 1 d'una empresa financera, 3 d'empreses immobiliàries, 8 d'empreses de serveis, 1 d'una entitat de l'administració pública i 3 d'empreses classificades com a «altres activitats de serveis».
Dels 9 establiments de servei als particulars que hi havia el 2009, 1 era un taller de reparació d'automòbils i de material agrícola, 1 paleta, 1 guixaire pintor, 1 fusteria, 1 lampisteria, 1 electricista, 1 perruqueria, 1 restaurant i 1 saló de bellesa.
Dels 5 establiments comercials que hi havia el 2009, 1 era una llibreria, 2 botigues d'equipament de la llar, 1 una botiga d'equipament de la llar i 1 una botiga de material de revestiment de parets i terra.
L'any 2000 a Neuilly-sous-Clermont hi havia 6 explotacions agrícoles.

## Equipaments sanitaris i escolars
El 2009 hi havia 1 escola maternal i 2 escoles elementals.

## Poblacions més properes
El següent diagrama mostra les poblacions més properes.